# Greger Artursson
Greger Artursson, född 6 februari 1972 i Västerås, är en svensk före detta professionell ishockeyspelare, mest känd från sin tid i Färjestads BK och sin insats i SM-finalen mot Djurgårdens IF 1998 då han avgjorde finalserien på övertid i Globen med ett skott mellan benen på målvakten Tommy Söderström. Artursson har också spelat för Grums IK, Vita Hästen och Troja-Ljungby i Division 1, EC Salzburg i Österrike och Mora IK i Hockeyallsvenskan.
Artursson arbetate en tid som säljare. Han har även varit platschef för Sats i Karlstad. Han är för närvarande junior och ungdomsansvarig i Färjestad BK.

## Spelarkarriär
Artursson föddes i Västerås och har Färjestad BK som moderklubb. Han debuterade redan för klubbens A-lag säsongen 1988/1989 vid 16 års ålder. Säsongen 1992/1993 gick han över till IK Vita Hästen som då spelade i division 1. Säsongen 1994/1995 representerade han Troja-Ljungby. Påföljande säsong flyttade han hem till Karlstad för spel i Färjestad där han nu blev ordinarie spelare och en publikfavorit. Han spelade sammanlagt 13 säsonger i Färjestad och vann tre SM-guld; 1997, 1998 och 2002. Efter säsongen 2003/2004 lämnade han Färjestad då han värvades till den österrikiska klubben EC Salzburg där han spelade i totalt fyra säsonger. Han avslutade sin aktiva hockeykarriär med två säsonger med Mora IK i Hockeyallsvenskan.